# 马娅·戈伊科维奇

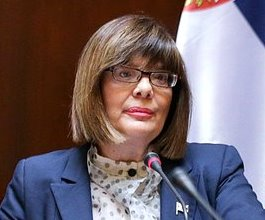

马娅·戈伊科维奇（1963年5月22日—），塞尔维亚政治人物，20世纪90年代开始参政，从2014年4月23日起担任塞尔维亚共和国国民议会主席，进入塞尔维亚最高领导人行列，并于2016年续任。2020年10月卸任，继任者为伊维察·达契奇。

## 生平
戈伊科维奇出生于1963年5月22日，出生地点在南斯拉夫社会主义联邦共和国的诺维萨德。她于1987年毕业于诺维萨德大学法学院，并在1989年通过了律师考试。一年后，她开始在父亲米塔·戈伊科维奇（MitaGojković）创立的家庭律师事务所工作。

### 塞尔维亚激进党
戈伊科维奇于20世纪90年代初期参加政治，她首先加入了人民激进党，该党与塞尔维亚切特尼克运动合并，从而成立了塞尔维亚激进党。从1992年开始，戈伊科维奇就一直是联邦议会塞尔维亚激进党的成员，她在该党的地位也非常高，担任过塞尔维亚激进党的党委书记。
2004年，戈伊科维奇当选为诺维萨德历史上的第一位女市长。

### 塞尔维亚人民党和进步党
由于激进党内部派系冲突，戈伊科维奇在2008年被开除党籍。同年10月，她创立了塞尔维亚人民党，人民党后来和前进党合并。
2014年底，戈伊科维奇加入了塞尔维亚进步党，并且以该党党员的身份成功竞选塞尔维亚共和国国民议会议长，于2020年10月28日卸任。

## 与中国的关系
戈伊科维奇为塞尔维亚国内的亲中派，她在担任塞尔维亚国民议会议长期间，两国进行了大量的经济和文化交流。
2017年6月1日，戈伊科维奇邀请塞尔维亚伏伊伏丁那的华人商人对塞尔维亚国民议会进行访问。
2017年11月25日，戈伊科维奇率领塞尔维亚代表团访华，在接受中国媒体采访时表示，“16+1合作”机制和“一带一路”建设是造福中塞两国、中东欧各国人民的大事，希望今后两国开展更多、更好的合作项目。”中国党和国家领导人、政协主席俞正声在北京会见了戈伊科维奇。

## 外交活动
2015年3月4日，戈伊科维奇开始展开对阿尔巴尼亚为期两天的正式访问，这是历史上塞尔维亚国民议会议长首次访问阿尔巴尼亚。